# Coelorinchus flabellispinnis
Coelorinchus flabellispinnis är en fiskart som först beskrevs av Alcock, 1894.  Coelorinchus flabellispinnis ingår i släktet Coelorinchus och familjen skolästfiskar. Inga underarter finns listade i Catalogue of Life.